# موريس غراهام
موريس غراهام (بالإنجليزية: Maurice Graham)‏ هو لاعب اتحاد الرغبي أسترالي، ولد في 20 ديسمبر 1931 في Blayney, New South Wales ‏ في أستراليا، وتوفي في 10 ديسمبر 2015 في كانبرا في أستراليا.